# Universidad de Naciones Unidas

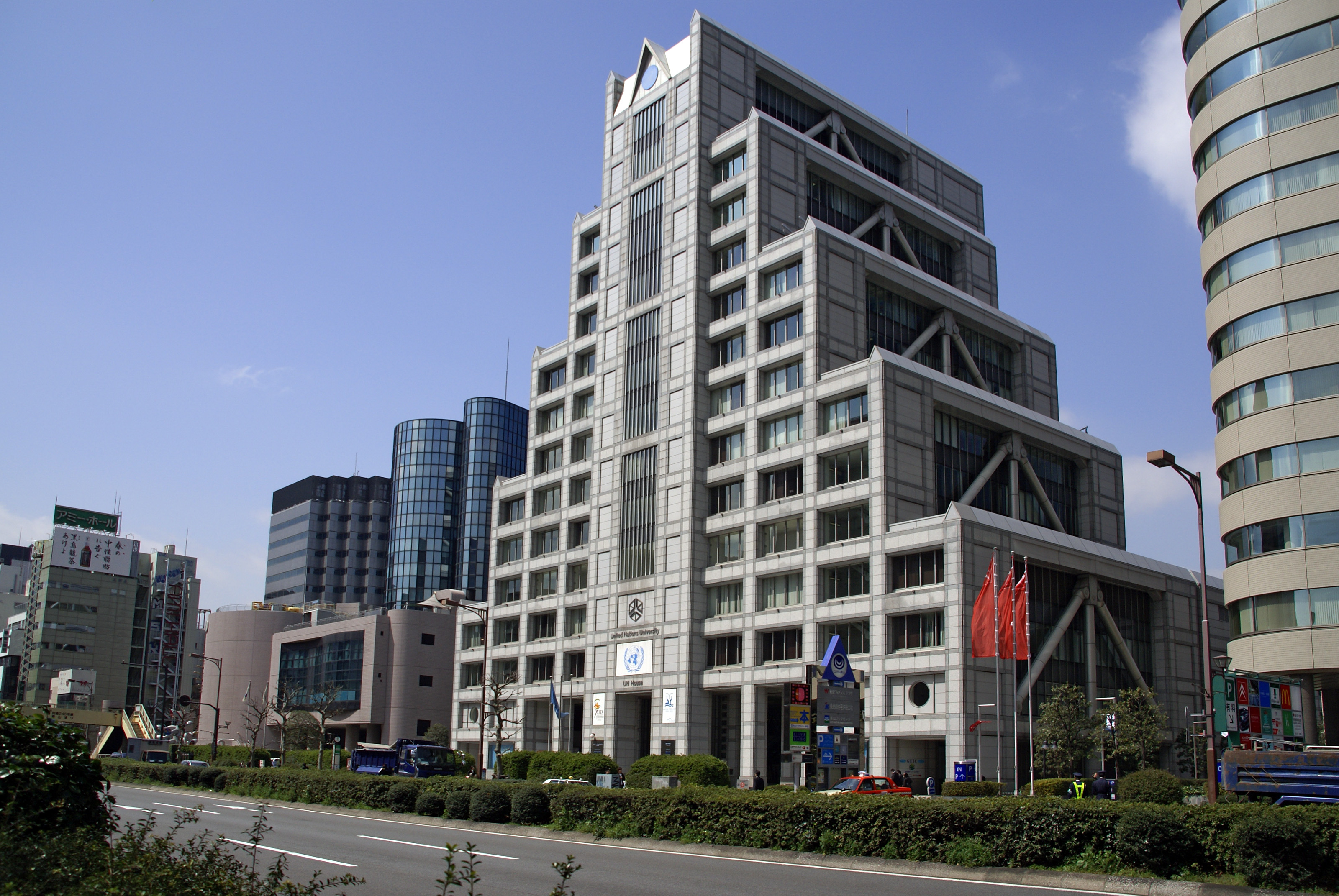
Universidad de Naciones Unidas, Shibuya Tokio

La Universidad de Naciones Unidas (UNU) es una universidad establecida el 6 de diciembre de 1973 al implementar la resolución 3081 de la Asamblea General de las Naciones Unidas, bajo la propuesta de U Thant, secretario general de la ONU en esa época.
La UNU es un organismo autónomo de las Naciones Unidas, cuya Carta establece su plena independencia universitaria. Trabaja en estrecha colaboración con la Secretaría de la ONU, la UNESCO y otras organizaciones del sistema de Naciones Unidas, y por su intermedio se fortalecen los vínculos con la comunidad universitaria internacional. Lleva a cabo su labor a través de una red de centros y programas de investigación y de formación, tanto en los países desarrollados como en los países en vías de desarrollo.
La UNU está dirigida por un rector y tiene su sede central en Tokio, Japón, con dos sedes alternas en Nueva York (UNU/ONU) y París (UNU/UNESCO). No recibe financiación del presupuesto regular de las Naciones Unidas sino que se financia con contribuciones voluntarias de los Estados miembros y del retorno de sus inversiones, que en la actualidad son de 350 millones de dólares estadounidenses. El presupuesto de la UNU es de aproximadamente 37 millones de dólares estadounidenses por año.

## Centros y Programas de Investigación y de Formación (RTC/P)
En la actualidad, la Universidad de las Naciones Unidas cuenta con ocho Centros y Programas de Investigación y de Formación, cada uno con su mandato específico, situados en diferentes partes del mundo.
- Instituto Mundial de la UNU de Investigaciones de Economía del Desarrollo [UNU/WIDER]. Helsinki, Finlandia
- Instituto de la UNU de Nuevas Tecnologías [UNU/INTECH]. Maastricht, Países Bajos
- Instituto internacional de la UNU de tecnología del Software [UNU/IIST]. Macao, China
- Instituto de la UNU de Recursos Naturales en África [UNU/INRA]. Legon, Ghana
- Instituto de la UNU de Estudios Avanzados [UNU/IAS]. Yokohama, Japón
- Programa de Biotecnología de la UNU para América Latina y el Caribe [UNU/BIOLAC]. Caracas, Venezuela
- Red Internacional de la UNU sobre el Agua, el Medio Ambiente y la Salud [UNU/INWEH] McMaster University. Hamilton, Canadá
- Programa de la UNU para la Alimentación y la Nutrición Office of the Vice-Provost, New York, USA
- Programa de Formación Geotérmica (UNU/GTP). Reykjavík, Islandia
- Programa de Formación en materia de Pesca (UNU/FTP), Reykjavík, Islandia

El rector es actualmente David M. Malone.
La UNU trasladó su Institute of Advanced Studies a Minato Mirai 21 en Yokohama, Japón en marzo de 2004.